# Ruslan Gelayev
Ruslan (Hamzat) Gelayev (tiếng Nga: Руслан (Хамзат) Гелаев; ГелаевгIеран Германи-воI Руслан (Хамзат)) là một chỉ huy kháng chiến quân Chechnya khét tiếng ở Nga, trong cuộc đời binh nghiệp, ông đã đóng một vai trò quân sự và chính trị quan trọng nhưng gây tranh cãi trong những năm 1990 và đầu những năm 2000. Gelayev thường được phía Nga coi là một kẻ phá bĩnh và một chiến binh tàn nhẫn nhưng cũng được kính trọng ở Liên bang Nga và Gruzia. Ông bị giết trong một cuộc chạm trán với quân biên phòng Nga khi chỉ huy một cuộc đột kích vào Cộng hòa Dagestan thuộc Nga vào năm 2004. 

## Binh nghiệp
Năm 1992–1993, Gelayev tham gia Xung đột Gruzia–Abkhaz với tư cách là tình nguyện viên trong lực lượng dân quân Liên minh các dân tộc miền núi Caucasus chiến đấu cho phe ly khai Abkhaz chống lại Gruzia, phục vụ dưới quyền Shamil Basayev . Cùng với Tiểu đoàn Chechnya, Gelayev tham gia Trận chiến Gagra, đánh dấu một bước ngoặt trong Chiến tranh ở Abkhazia. Vào mùa đông năm 2003–2004, Gelayev dẫn đầu một cuộc đột kích từ Gruzia vào vùng núi quận Tsuntinsky của nước cộng hòa Dagestan thuộc Nga, trong đó 20-30 chiến binh dưới quyền (gồm các chiến binh Chechen và Dagestani, được cho là bao gồm cả Khozh-Ahmed Noukhayev) và 15 quân nhân Nga được cho là đã chết trong các trận giao tranh và tai nạn lở đất, trong khi 5 phiến quân bị bắt.
Theo thông tin chính thức, Gelayev đã chết vào ngày 28 tháng 2 năm 2004, sau một cuộc giao tranh với một đội tuần tra biên phòng gồm hai người lính Nga mà Gelayev đã chạm trán khi cố gắng đơn độc vượt biên sang Georgia. Gelayev đã bắn chết cả hai lính canh (Trung sĩ thứ nhất Mukhtar Suleimanov và Trung sĩ Abdulkhalik Kurbanov, cả hai đều đến từ Dagestan, những người sau này đã được truy tặng danh hiệu Anh hùng của Liên bang Nga), nhưng bản thân Gelayev cũng chết ngay sau đó vì đã bị thương nặng trong cuộc đấu súng, Gelayev bị trúng đạn súng trường ở cánh tay trái. Sau khi cố lết đi một đoạn hơn 100m, Gelayev đã tự phế bỏ cánh tay của mình và chết vì và chết vì mất máu quá nhiều.